# Haven van Ningbo-Zhoushan
De haven van Ningbo-Zhoushan (Vereenvoudigd Chinees: 宁波舟山港) is sinds zijn oprichting in 2016 uit de fusie van de havens van de twee steden de grootste haven van de wereld (uitgedrukt in tonnage). De haven ligt bij de Chinese aangrenzende steden van Ningbo en Zhoushan in de provincie Zhejiang aan de Oost-Chinese Zee, en omvat een diepzeehaven, en een binnenvaarthaven met diverse containerterminals. 
Binnen Oost-China heeft de haven een regionaal belang voor transport en opslag van kolen en graan. Als nationale haven ligt het belang in de overslag van ijzererts, ruwe olie en vloeibare chemische producten.
De haven is te allen tijde bereikbaar voor schepen tot 400.000 ton. Grotere schepen moeten de getijden volgen. Negentig van de 620 ligplaatsen zijn voor schepen van meer dan 50.000 ton.
Als eerste haven ter wereld werd in 2017 een overslag gerealiseerd van meer dan een miljard ton op jaarbasis. De haven van Ningbo-Zhoushan is de op drie na grootste haven ter wereld gekeken naar de overslag van containers met 26 miljoen TEU in 2018.
De haven wordt beheerd door Ningbo Zhoushan Port Co.
| Jaar | Overslag (x miljoen ton) | 5 jaars groeicijfer | Overslag containers (x1000 TEU) |
| ---- | ------------------------ | ------------------- | ------------------------------- |
| 1990 | 26                       | -                   | -                               |
| 1995 | 69                       | 165,4%              | -                               |
| 2000 | 115                      | 66,7%               | -                               |
| 2005 | 269                      | 133,9%              | 7.140                           |
| 2010 | 633                      | 135,3%              | 13.150                          |
| 2011 | 694                      | -                   | 14.180                          |
| 2012 | 744                      | -                   | 16.170                          |
| 2013 | 810                      | -                   | 17.350                          |
| 2014 | 873                      | -                   | 19.450                          |
| 2015 | 889                      | 40,4%               | 20.630                          |
| 2016 | 922                      | -                   | 21.560                          |
| 2017 | 1.010                    | -                   | 24.610                          |
| 2018 |                          | -                   | 26.000                          |